# Гудмундур Камбан
Гудмундур Камбан (ісл. Guðmundur Kamban, при народженні Гудмундур Йоунсон, ісл. Guðmundur Jónsson; 8 червня 1888 — 5 травня 1945) — ісландський драматург, прозаїк, режисер, який прожив більшу частину свого життя в Данії і написав більшість своїх творів данською мовою.

## Біографія
Гудмундур Йоунсон народився на фермі Аультанесі недалеко від Рейк'явіка в сім'ї торговця, який належав до стародавньої та відомої ісландської родини. Закінчив Рейк'явікський коледж, де здобув почесний ступінь доктора у галузі літератури та мови. Під час навчання у коледжі, він став помічником редактора однієї з найвідоміших газет Ісландії — «Isafold», головою якої був Бйорн Йоунссон. У 1906 році Експериментальне товариство, засноване Ейнаром Герлейфссоном Квараном, досліджувало екстрасенсорні здібності Йоунсона: як ясновидцю, йому вдавалося вгадувати вміст закритих книг, а як медіум він записав твори, ймовірно надиктовані Гансом Крістіаном Андерсеном, Йонасом Гатльґрімссоном і Сноррі Стурлусоном. Але після тяжкої хвороби медіумічні здібності Йоунсона зникли.
У 1908 році Йоунсон змінив прізвище на Камбан і виступав за зміну принципів ісландського імені.
У 1910 році він вступив до Копенгагенського університету, де спеціалізувався на літературі, який закінчив зі ступенем магістра.
У 1914 році була опублікована перша п'єса Камбана, «Hadda Padda», яка отримала схвалення Георга Брандеса та була поставлена у Королівському театрі Данії за участю Камбана як помічника режисера. Пізніше він одружився з Агнет Егеберг, акторкою, яка грала у спектаклі. У 1921 році у пари народилася донька.
У 1915 році Камбан переїхав до Нью-Йорка з наміром утвердитися як англомовний письменник, проте успіху не досяг і повернувся у Копенгаген у 1917 році. У 1920 році у театрі Дагмар з успіхом пройшли вистави «Ми, вбивці», і Камбан отримав посаду режисера. Вистава також була показана в Осло, де головну роль Норми зіграла Йоганна Дібвад.
Крім п'єс Камбан написав кілька живих і дотепних романів на основі ісландських саг, включно з «Skalholt» (4 томи, 1930—1935), «The Virgin of Skalholt» (1935) і «I See a Wondrous Land» (1936).
Камбан жив у Копенгагені, ставив вистави, писав романи та знімав кінофільми. З 1931 до 1933 роки працював режисером у Королівському театрі. У 1934 році він переїхав до Лондона. Не здобувши у Великій Британії слави, він у 1935 році переїхав до Берліна, де жив до 1938 року, після чого повернувся до Копенгагена. Під час німецької окупації Данії німці фінансували дослідження Камбана, і він отримав від них призначення на деякий час очолювати данське радіо, через це його стали сприймати як колаборанта. 5 травня 1945 року, коли німецькі війська капітулювали, Камбана вбили у копенгагенському ресторані данські партизани на очах дружини та доньки. Його тіло повернули до Ісландії, де з почестями поховали у Рейк'явіку. До 100-річчя від дня народження Гудмундура Камбана у Національному театрі Ісландії була поставлена п'єса «Мармур» (1918).

## Твори
П'єси
- «Хадда Падда» (1914)
- «Мармур» (1918)
- «Ми, вбивці» (1920)
- «Арабські намети» (1921)
- «Посол з Юпітера» (1927)

Проза
- «Рагнар Фінссон» (1922, у російському перекладі «Без устоїв», 1927)
- «Скаульгольт» (томи 1-4, 1930—1935)
- «Я бачу велику прекрасну країну» (1936)

Фільмографія
- Det sovende hus (1926)
- Hadda Padda (1924)